# Rafał Chołda
Rafał Chołda (ur. w 1957 r., zm. 25 października 1985 r. na stokach Lhotse w Nepalu) – polski taternik i himalaista, z wykształcenia inżynier metalurg.

## Życiorys
Ukończył Politechnikę Śląską w Gliwicach. Wspinać zaczął się jeszcze w 1979 roku. Był członkiem katowickiego Harcerskiego Klubu Taternickiego, a następnie Klubu Wysokogórskiego w Katowicach. Swoją pasję realizował wspinając się na Jurze Krakowsko-Częstochowskiej, w Tatrach (m.in. filar Kazalnicy Mięguszowieckiej 2195 m n.p.m. oraz „droga Łapińskiego” na Galerii Gankowej), Alpach Graickich („Directe Americaine” na Petit Dru 3733 m n.p.m.) oraz w Himalajach (Gauri Sankar-Go 6126 m n.p.m.). W 1983 roku wraz z Arturem Hajzerem zdobył najwyższy szczyt Hindukuszu – Tiricz Mir (7706 m n.p.m.) – było to pierwsze polskie wejście na ten wierzchołek. W 1985 roku wszedł w skład polskiej wyprawy, której celem było zdobycie południowej ściany Lhotse (8511 m n.p.m.). Zginął na wysokości ok. 8300 m n.p.m., spadając w przepaść podczas powrotu z nieudanego ataku szczytowego, w którym towarzyszyli mu Jerzy Kukuczka i Ryszard Pawłowski.

## Upamiętnienie

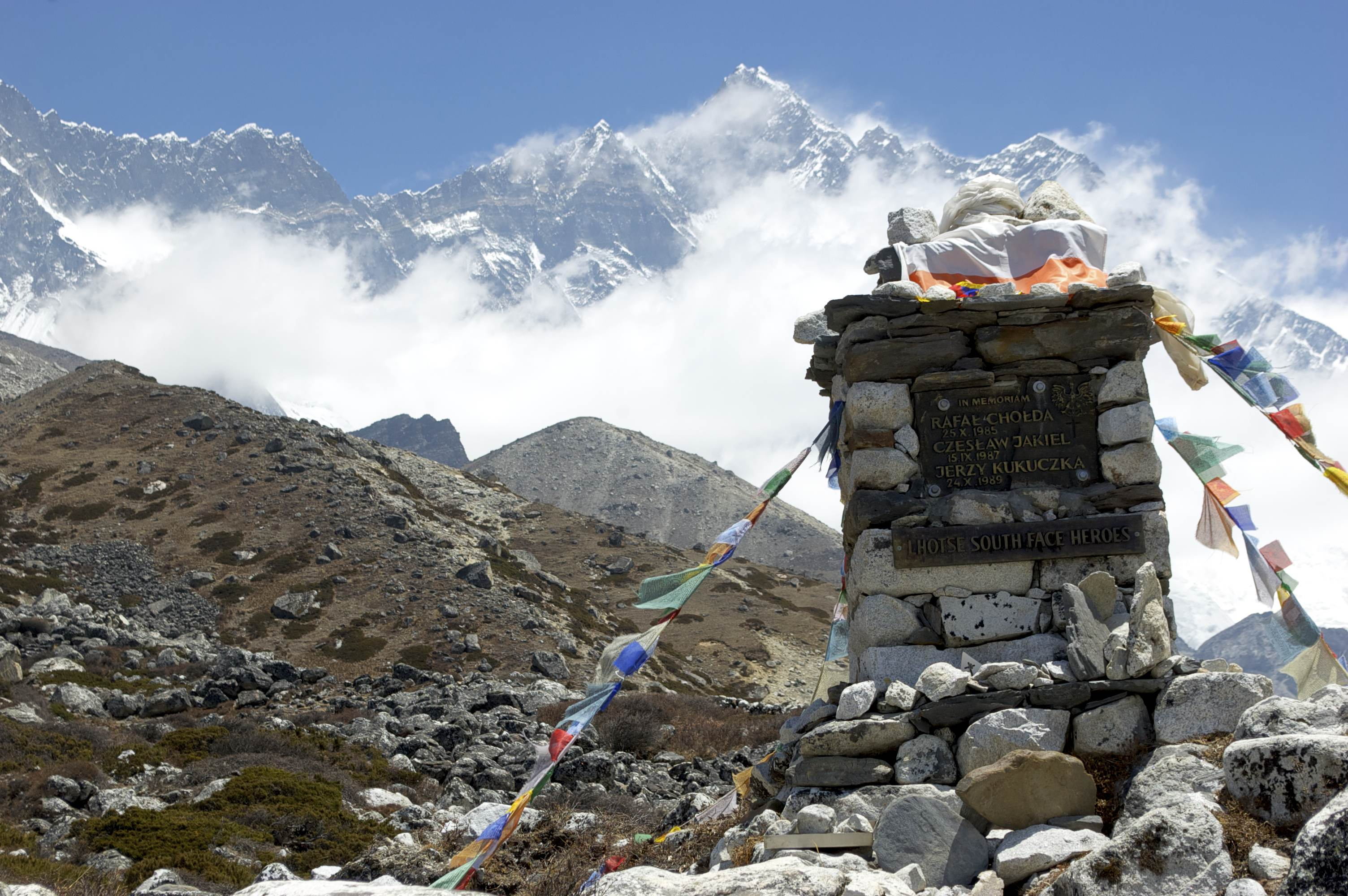
Czorten Rafała Chołdy, Jerzego Kukuczki i Czesława Jakiela pod Lhotse

W dniu 22 marca 2008 roku pod Lhotse odsłonięto czorten, upamiętniający – obok Rafała Chołdy – także Jerzego Kukuczkę oraz Czesława Jakiela. Jego nazwisko zostało umieszczone również na Pomniku Alpinistów w Katowicach, odsłoniętym 28 października 2015 roku.